# Banshee Origins
Banshee Origins est une web-série de 3 minutes qui propose de comprendre le passé des personnages de la série Banshee.
Elle place son intrigue 15 ans avant le début de la série principale. L'internaute en saura donc davantage sur l'emprisonnement de Lucas Hood, actuel shérif de la petite ville de Banshee, ou encore sur le passé d'Anastasia.

## Fiche technique

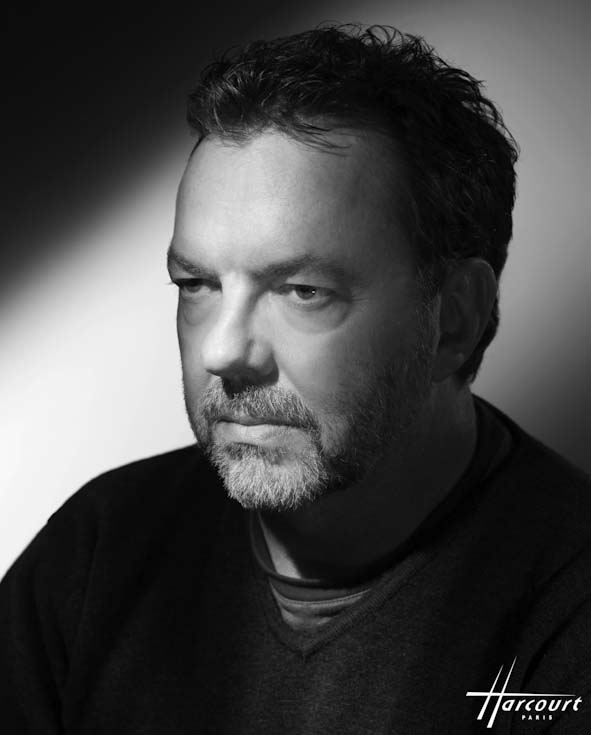
Allan Ball, producteur exécutif de la série

- Titre original et français : Banshee Origins
- Création : Greg Yaitanes (17 épisodes), Miguel Sapochnik (2 épisodes), Ole Christian Madsen (2 épisodes), Babak Najafi (1 épisode), Patia Prouty (1 épisode), Carey Williams (1 épisode)
- Série écrite par : Jonathan Tropper, David Schickler, Julian Higgins, Chris Yakaitis
- Producteur(s) : Stephanie Laing, Allen Marshall Palmer, Bill Hill 
  - Producteur(s) exécutive(s) : David Schickler, Jonathan Tropper, Greg Yaitanes
- Gestion de la production :
- Photographie : Christopher Faloona
- Montage : Donn Aron
- Direction artistique : Natalie Weinmann
- Société de production : Your Face Goes Here Entertainment et Cinemax
- Société de doublage : Karina films pour la France
- Langue : Anglais
- Pays d'origine :  États-Unis
- Format : couleur
- Slogan : « L'histoire avant l'histoire ! »

## Liste des épisodes

### Saison 1
| Titre original        | Acteur(s)                                     | Personnage(s)                                                | Scénario                           | Réalisateur      |
| --------------------- | --------------------------------------------- | ------------------------------------------------------------ | ---------------------------------- | ---------------- |
| Olek Drops a Dime     | - Christos Vasilopoulos                       | - Olek, homme de main de M. Rabbit                           | David Schickler & Jonathan Tropper | Greg Yaitanes    |
| A Thief, Not a Killer | - Antony Starr                                | - Lucas Hood                                                 | David Schickler & Jonathan Tropper | Miguel Sapochnik |
| Carrie at the Gate    | - Ivana Miličević                             | - Carrie                                                     | David Schickler & Jonathan Tropper | Miguel Sapochnik |
| Looking for My Exit   | - Rus Blackwell - Ivana Miličević             | - Procureur Gordon Hopewell - Carrie Hopewell                | David Schickler & Jonathan Tropper | Greg Yaitanes    |
| Sugar's Release       | - Frankie Faison                              | - Sugar Bates                                                | David Schickler & Jonathan Tropper | Greg Yaitanes    |
| The Forge             | - Ulrich Thomsen - Frankie Faison             | - Kai Proctor - Sugar Bates                                  | David Schickler & Jonathan Tropper | Greg Yaitanes    |
| Siobhan Interrupted   | - Trieste Kelly Dunn - Demetrius Grosse       | - Député Siobhan Kelly - Shérif adjoint Emmett Yawners       | David Schickler & Jonathan Tropper | Greg Yaitanes    |
| Kings and Pawns       | - Ben Cross - Christos Vasilopoulos           | - M. Rabbit - Olek                                           | David Schickler & Jonathan Tropper | Greg Yaitanes    |
| Checking In           | - Antony Starr                                | Antony Starr prisonnier                                      | David Schickler & Jonathan Tropper | Greg Yaitanes    |
| Carrie and Deva       | - Ivana Miličević - Ryann Shane               | - Carrie - Deva                                              | David Schickler & Jonathan Tropper | Greg Yaitanes    |
| The Women             | - Trieste Kelly Dunn - Lili Simmons           | - Siobhan Kelly - Rebecca Bowman                             |                                    |                  |
| Passed Over           | - Matt Servitto - Daniel Ross Owens           | - Brock Lotus - Dan Kendall                                  |                                    |                  |
| The Real Lucas Hood   | - Frankie Faison - Griff Furst - Antony Starr | - Sugar Bates - shérif Lucas Hood - Lucas Hood (non crédité) |                                    |                  |

### Saison 2
| Titre original                  | Acteur(s)                                      | Personnage(s)                             | Scénario                           | Réalisateur          |
| ------------------------------- | ---------------------------------------------- | ----------------------------------------- | ---------------------------------- | -------------------- |
| Hotwire                         | - Antony Starr - Hoon Lee                      | - Lucas Hood - Job                        | Jonathan Tropper                   | Greg Yaitanes        |
| Allenwood Part 1                | - Ulrich Thomsen - Frankie Faison              | - Kai Proctor - Sugar Bates               | Julian Higgins                     | Ole Christian Madsen |
| Interrogation Part 1            | - Antony Starr - Željko Ivanek - Reg E. Cathey | - Lucas Hood - Jim Racine - Julius Bonner | Jonathan Tropper                   | Greg Yaitanes        |
| Interrogation Part 2            | - Antony Starr - Željko Ivanek - Reg E. Cathey | - Lucas Hood - Jim Racine - Julius Bonner | Jonathan Tropper                   | Greg Yaitanes        |
| Interrogation Part 3            | - Antony Starr - Željko Ivanek - Reg E. Cathey | - Lucas Hood - Jim Racine - Julius Bonner | Jonathan Tropper                   | Greg Yaitanes        |
| The Phone Call                  | - Joseph Gatt - Christos Vasilopoulos          | - Albino - Olek                           | David Schickler & Jonathan Tropper | Greg Yaitanes        |
| The Diner                       | - Ivana Milicevic - Rus Blackwell              | - Carrie Hopewell - Gordon Hopewell       | Chris Yakaitis                     | Babak Najafi         |
| The Person You Were Meant to Be | - Ivana Milicevic - Rus Blackwell              | - Carrie Hopewell - Gordon Hopewell       | Jonathan Tropper                   | Carey Williams       |
| Allenwood Part 2                | - Ulrich Thomsen - Frankie Faison              | - Kai Proctor - Sugar Bates               | Julian Higgins                     | Ole Christian Madsen |
| Brother                         | - Ben Cross - Julian Sands                     | - Mr. Rabbit - Yulish                     | Jonathan Tropper                   | Greg Yaitanes        |
| The Priest                      | - Željko Ivanek - Julian Sands                 | - Jim Racine - Yulish                     | Jonathan Tropper                   | Greg Yaitanes        |
| The Field                       | - Lili Simmons - Ólafur Darri Ólafsson         | - Rebecca Bowman - Jonah Lambrecht        | Jonathan Tropper                   | Patia Prouty         |

### Saison 3
| Titre original      | Acteur(s)                                                     | Personnage(s)                                                  | Scénario                     | Réalisateur    |
| ------------------- | ------------------------------------------------------------- | -------------------------------------------------------------- | ---------------------------- | -------------- |
| Getting to Know You | - Antony Starr - Ivana Milicevic - Christos Vasilopoulos      | - Lucas Hood - Carrie Hopewell - Olek                          | Jonathan Tropper             | Greg Yaitanes  |
| Takeover            | - Ulrich Thomsen - Bart Hansard                               | - Kai Proctor - Mr. Manfred                                    | Chris Yakaitis               | Patia Prouty   |
| Always Be Prepared  | - Ulrich Thomsen - Matthew Rauch                              | - Kai Proctor - Clay Burton                                    | Jennifer Ames & Steve Turner | Greg Yaitanes  |
| Busy Night          | - Ulrich Thomsen - Matt Servitto - Tanya Clarke - Al Mitchell | - Kai Proctor - Brock Lotus - Emily Lotus - Shérif Duke Morgan | Christopher Kelley           | Loni Peristere |
| Bugs and Thugs      | - Geno Segers - Nicholas Zarrillo - Robert Sullivan           | - Chayton Littlestone - Bode Littlestone - Anziano             | Jonathan Tropper             | Marcus Young   |
| Already Dead        | - Odette Annable - Geno Segers                                | - Nola Longshadow - Chayton Littlestone                        | Adam Targum                  | Loni Peristere |
| Off Duty            | - Trieste Kelly Dunn - Chaske Spencer - Meaghan Rath          | - Siobhan Kelly - Billy Raven - Aimee King                     | Adam Targum                  | Patia Prouty   |
| Birthday            | - Antony Starr                                                | - Lucas Hood                                                   | Adam Targum                  | Greg Yaitanes  |

### Saison 4
| Titre original | Scénario      | Réalisateur         |
| -------------- | ------------- | ------------------- |
| Comfort        | Adam Targum   | Ashley O'Neil       |
| Aeschylus      | Chad Feehan   | Conor Patrick Hogan |
| Promise        | Matthew Rauch | Matthew Rauch       |
| Cronus         | Chad Feehan   | Chad Feehan         |
| Hope           | Matthew Rauch | Matthew Rauch       |
| Escape         | Adam Targum   | Matthew Rauch       |
| Drown          | Adam Targum   | Matthew Rauch       |
| Epilogue       | Adam Targum   | Chad Feehan         |